# 1389 w polityce

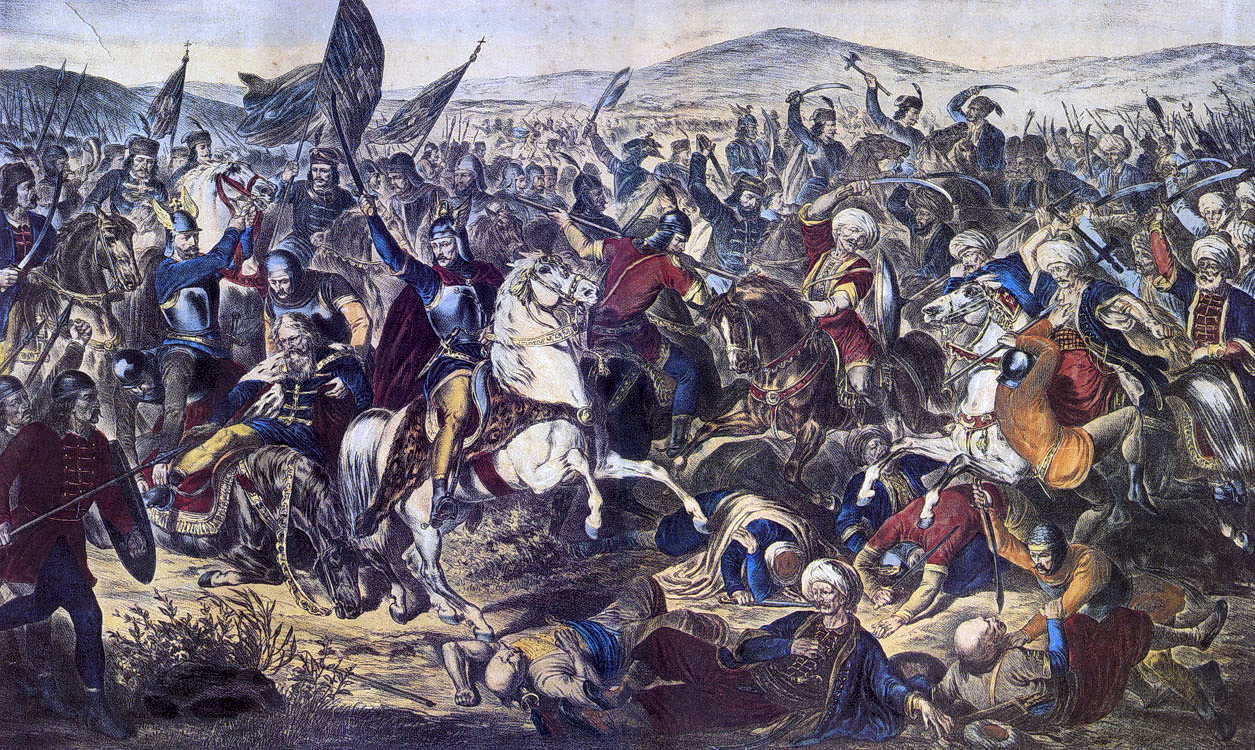
Adam Stefanović, Bitwa na Kosowym Polu

Wydarzenia polityczne w 1389 roku.

## Wydarzenia
- 15 czerwca Bitwa na Kosowym Polu. Klęska Serbów w starciu z armią turecką[1].